# Mezinárodní komise pro zmizelé osoby

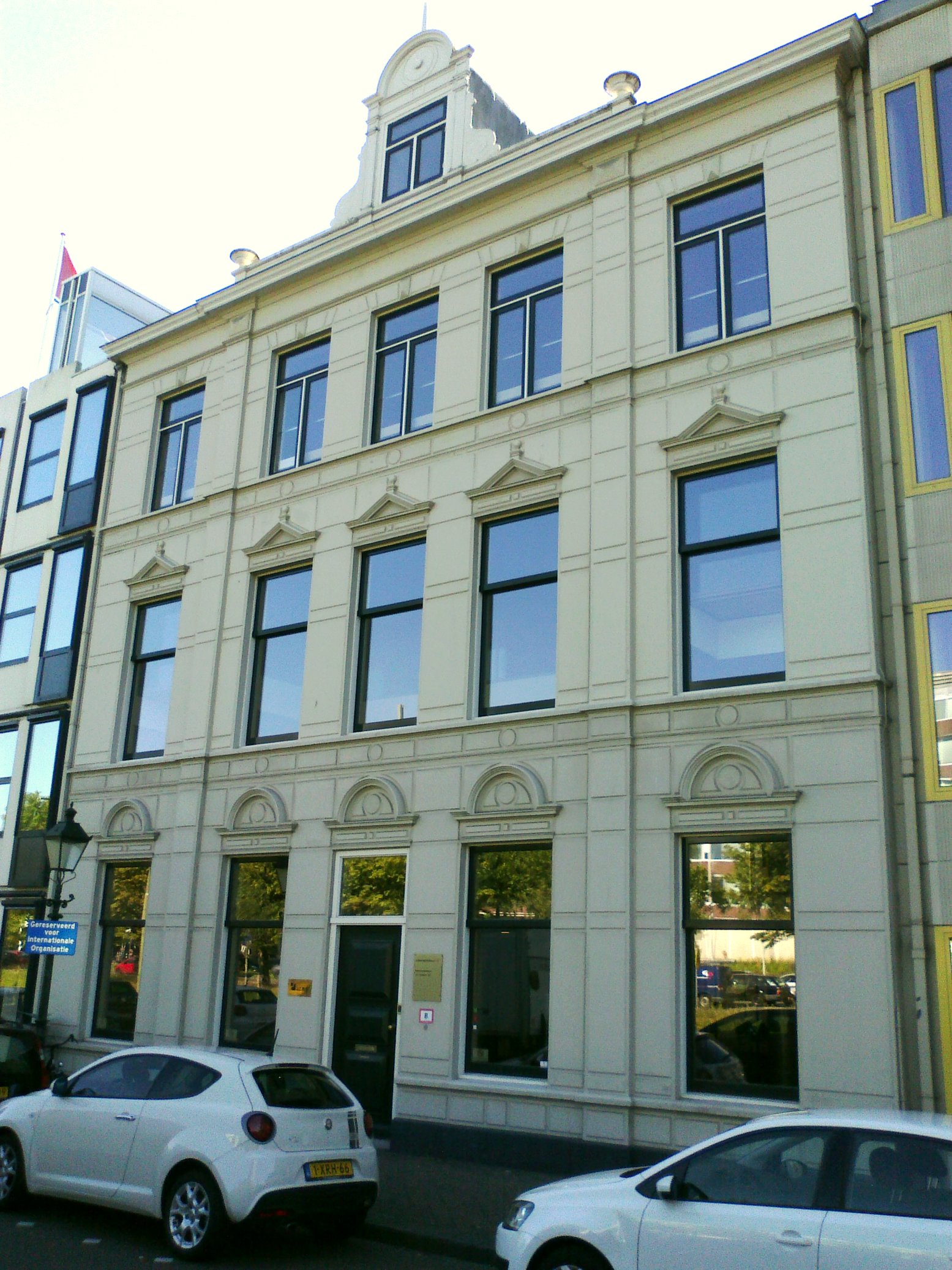
Budova Mezinárodní komise pro zmizelé osoby v Haagu

Mezinárodní komise pro zmizelé osoby (The International Commission on Missing Persons - ICMP) je mezivládní organizace, která se zabývá problematikou osob zmizelých v důsledku ozbrojených konfliktů, porušování lidských práv a přírodních katastrof. Byla založena v roce 1996, sídlí v Sarajevu a pomáhá vládám při exhumaci masových hrobů a při identifikaci DNA pohřešovaných osob, poskytuje podporu pro rodinám pohřešovaných osob a pomáhá při vytváření strategií pátrání po pohřešovaných osobách.
ICMP poskytla (do listopadu 2012) asistenci vládám při hledání a identifikaci více než 18 tisíc zmizelých osob na celém světě. Na západním Balkánu ICMP pomohla vyřešit více než 70 % případů z celkového počtu asi 40 tisíc osob, které zmizely v průběhu konfliktů na území bývalé Jugoslávie. Organizaci podporuje kromě mnoha jiných také vláda České republiky.